# Pringles
Принглс (англ. Pringles) — торговая марка пшенично-картофельных чипсов, производимых компанией Kellanova (до 5 апреля 2011 года — Procter & Gamble; в феврале 2012 года ведущий производитель продуктов питания в США компания Kellanova договорилась с Procter & Gamble о приобретении у неё бизнеса по производству чипсов Pringles за 2,7 миллиарда долларов).
Рецепт чипсов Pringles запатентовал Александр Лиепа (англ. Alexander L. Liepa) в 1950-х годах. Впервые начали продаваться в Америке в октябре 1968 года и назывались тогда Pringle’s Newfangled Potato Chips (до 1975 года).
В 1970 году компания Procter & Gamble впервые выпустила чипсы в высокой цилиндрической банке с изображением усатого пекаря Джулиуса Прингла. Первую металлическую банку Pringles придумал инженер-химик Фред Бор.
В 2009 году World’s Food назвал Pringles самыми популярными картофельными чипсами в мире. При этом общий ежегодный объём продаж21[когда?]

 превышает миллиард долларов.
Чипсы Pringles, продаваемые в России, как правило, производятся на заводах компании в Польше в городе Кутно.

## Состав
Чипсы Pringles состоят из 42 % картофельных продуктов (обезвоженный картофель), а также из пшеничного крахмала и муки (кукурузной, картофельной или рисовой), смешанных с растительными маслами, эмульгаторами, солью и другими ингредиентами (в зависимости от придающегося чипсам вкуса). Также в чипсах присутствуют такие ингредиенты как, например, усилители вкуса и аромата (например, глутамат натрия), ароматизаторы, регуляторы кислотности, пищевые красители, подсластители мальтодекстрин и декстроза.

## Вкусовые варианты
Здесь приведены когда-либо производившиеся и сезонные варианты чипсов Pringles; текущий каталог продукции размещён на сайте производителя.

### Стандартные
- Кетчуп (Ketchup)
- Колбаска и бекон (Sausage & Bacon)
- Краб (Crab)
- Луковые кольца (Onion Rings)
- Паприка (Paprika)
- Пицца (Pizza)
- Рождественская индейка (Xmas Turkey)
- Сметана и лук (Sour Cream & Onion)
- Стейк на пылающем гриле (Flame Grilled Steak)
- Сыр и лук (Cheese & Onion)
- Сырный сыр (Cheesy Cheese)
- Original
- Копчёный бекон (Bacon)
- Барбекю стейк (BBQ Steak)
- Соль и уксус (Salt & Vinegar)
- Паприка на гриле (Grilled Paprika)
- Соус табаско (Extra Hot)

#### Серия Light Aromas
- Оригинальный (Original)
- Сыр по-гречески (Greek Style Cheese)
- Тайские специи (Spicy Thai)
- Красный перец (Red Pepper)
- Итальянский песто (Italian Style Pesto)
- Лёгкая сметана и лук (Light Sour Cream & Onion)

#### Серия Gourmet
- Стейк-гриль и карамелизованный лук (Flame Grilled Steak & Caramelized Onion)
- Морская соль и бальзамический уксус (Sea Salt & Balsamic Vinegar)
- Тёртый созревший сыр и зелёный лук (Crumbling Mature Cheese & Spring Onion)
- Тайский сладкий чили и цимбопогон (Thai Sweet Chilli & Lemongrass)

#### Серия Rice Infusions
- Соль и уксус (Salt & Vinegar)
- Горячий и острый (Hot & Spicy)
- Красная паприка (Red Paprika)
- Тайский чили и лайм (Thai Chilli & Lime)
- Сыр и лук (Cheese & Onion)
- Сметана и лук (Sour Cream & Onion)
- Sweet BBQ Spare Rib

#### Серия Mini
- Сыр и лук (Cheese & Onion)
- Техасский барбекю-соус (Texas BBQ Sauce)
- Оригинальный (Original)
- Сметана и лук (Sour Cream & Onion)
- Соль и уксус (Salt & Vinegar)
- Паприка (Paprika)

#### Серия Xtreme
- Blastin' Buffalo Wing
- Вопиющий укропный рассол (Screamin' Dill Pickle)
- Взрывные сыр и чили (Exploding Cheese & Chilli)
- Огненный соус чили (Flamin' Chilli Sauce)
- Огненный васаби (Fiery Wasabi)

#### Серия XTRA
- Экстра сырный начо сыр (XTRA Cheesy Nacho Cheese)
- Экстра сметана и лук (XTRA Kickin` Sour Cream & Onion)
- Экстра дерзкий барбекю (XTRA Saucy BBQ)
- Экстра пряный соус чили (XTRA Spicy Chili Sauce)

#### Серия Sizzl’n
- Сметана (Kickin’ Sour Cream)
- Острый барбекю (Spicy BBQ Flavour)
- Сыр и чили (Cheese & Chilli)

#### Серия Pringles x Miller Lite
В мае 2025 года бренд Pringles представил ограниченную серию чипсов, разработанную в сотрудничестве с пивоваренной компанией Miller Lite. Продукт был выпущен для рынка США и вдохновлён летней гастрономией и вкусами барбекю. В линейку вошли два новых вкуса: beer can chicken (курица, приготовленная на банке с пивом) и grilled beer brat (жареная пивная колбаса).

## Отказ от поставок в Россию
В марте 2022 года представители компании Kellanova объявили, что не будут поставлять в Россию чипсы Pringles, пояснив, что поставки основных продуктов питания продолжатся. В октябре 2022 года чипсы начали завозить из Польши через параллельный импорт. Однако в декабре 2022 года запасы чипсов Pringles в крупных сетевых магазинах были полностью или почти полностью исчерпаны.